# Brol
Albums de Angèle
Nonante-Cinq
(2021)
Singles
1. La Loi de Murphy
Sortie : 23 octobre 2017
2. Je veux tes yeux
Sortie : 31 janvier 2018
3. La Thune
Sortie : 19 juin 2018
4. Jalousie
Sortie : 20 septembre 2018
5. Tout oublier (feat. Roméo Elvis)
Sortie : 5 octobre 2018
6. Balance ton quoi
Sortie : 15 avril 2019
7. Flou
Sortie : 8 septembre 2019
8. Perdus
Sortie : 10 octobre 2019
9. Oui ou non
Sortie : 8 novembre 2019
10. Ta reine
Sortie : 6 mars 2020

Brol est le premier album studio de la chanteuse belge Angèle sorti le 5 octobre 2018.
Une réédition comprenant sept nouveaux titres est sortie le 8 novembre 2019 sous le nom de Brol, la suite.
L'album reçoit la Victoire de l'album révélation de l'année lors des Victoires de la musique 2019.

## Historique
Angèle publie son premier single, La Loi de Murphy, accompagné d'un clip vidéo, en octobre 2017,. Il est suivi par Je veux tes yeux, sorti en janvier 2018. Ces deux singles permettent à la chanteuse de se faire mieux connaître du grand public, surtout français.
En août 2018, Angèle dévoile la tracklist de son album. « Brol » signifie « le désordre » en flamand. L'artiste explique : « J'avais envie de mettre un mot belge dans mon album, d'autant qu'il m'a toujours fait rire. Le brol c'est le bordel, le désordre mais optimiste et léger, ce n'est pas du tout péjoratif. Ce mot me rappelle mon enfance, mon pays parce que j'y suis de moins en moins. Je le trouve du coup très rassurant ».
Sa référence dans l'écriture est Stromae ; il l'inspire dans sa façon d'écrire des textes « simples et forts, sans trop de métaphores ».

## Accueil
Ludovic Perrin du Journal du dimanche note que les chansons sont « toutes excellentes, parfaitement agencées dans un ensemble malin et sans faux col mais avec toujours le twist nécessaire pour qu'une apparente ritournelle se transforme en tube imparable ». Il note que « dans un registre courtois d'un autre siècle, la jeune femme égrène les obsessions de l'époque ». Emmanuel Marolle du Parisien renchérit et explique : « Dans cinquante ans, quand on se demandera ce qu'était la jeunesse de 2018, il suffira d'écouter ce disque. Une bande-son générationnelle. Il y est question d'Instagram (Victime des réseaux), de fille qui aime les filles (Ta reine), de fille qui aime les garçons (Jalousie), de sexisme (Balance ton quoi), de journée galère (La Loi de Murphy), de solitude (Les Matins) ».
Maxime Delcourt des Inrockuptibles note les obsessions de la chanteuse dans son premier album : « l'éloignement des siens, le rapport aux réseaux sociaux, la quête de crédibilité ou encore les histoires d'amour ». Le critique note notamment sa « voix qui transpire la fragilité ».

## Liste des pistes

### Édition standard
| Brol  | Brol                             | Brol                                           | Brol                                           | Brol  | Brol | Brol | Brol | Brol | Brol |
| No    | Titre                            | Paroles                                        | Musique                                        | Durée |      |      |      |      |      |
| ----- | -------------------------------- | ---------------------------------------------- | ---------------------------------------------- | ----- | ---- | ---- | ---- | ---- | ---- |
| 1.    | La Thune                         | Angèle Van Laeken                              | Angèle Van Laeken                              | 3:21  |      |      |      |      |      |
| 2.    | Balance ton quoi                 | Angèle Van Laeken                              | Angèle Van Laeken                              | 3:09  |      |      |      |      |      |
| 3.    | Jalousie                         | Angèle Van Laeken                              | Angèle Van Laeken                              | 3:45  |      |      |      |      |      |
| 4.    | Tout oublier (feat. Roméo Elvis) | Angèle Van Laeken, Roméo Van Laeken            | Angèle Van Laeken, Tristan Salvati             | 3:22  |      |      |      |      |      |
| 5.    | La Loi de Murphy                 | Angèle Van Laeken, Veence Hanao, Matthew Irons | Angèle Van Laeken, Veence Hanao, Matthew Irons | 3:15  |      |      |      |      |      |
| 6.    | Nombreux                         | Angèle Van Laeken                              | Angèle Van Laeken                              | 3:12  |      |      |      |      |      |
| 7.    | Victime des réseaux              | Angèle Van Laeken                              | Angèle Van Laeken, Tristan Salvati             | 3:22  |      |      |      |      |      |
| 8.    | Les matins                       | Angèle Van Laeken                              | Angèle Van Laeken                              | 2:55  |      |      |      |      |      |
| 9.    | Je veux tes yeux                 | Angèle Van Laeken                              | Angèle Van Laeken, Veence Hanao                | 3:25  |      |      |      |      |      |
| 10.   | Ta reine                         | Angèle Van Laeken                              | Angèle Van Laeken                              | 3:33  |      |      |      |      |      |
| 11.   | Flemme                           | Angèle Van Laeken                              | Angèle Van Laeken, Tristan Salvati             | 4:16  |      |      |      |      |      |
| 12.   | Flou                             | Angèle Van Laeken                              | Angèle Van Laeken, Tristan Salvati             | 3:17  |      |      |      |      |      |
| 40:52 |                                  |                                                |                                                |       |      |      |      |      |      |

### Réédition
| Brol, la suite | Brol, la suite                  | Brol, la suite                  | Brol, la suite                     | Brol, la suite | Brol, la suite | Brol, la suite | Brol, la suite | Brol, la suite | Brol, la suite |
| No             | Titre                           | Paroles                         | Musique                            | Durée          |                |                |                |                |                |
| -------------- | ------------------------------- | ------------------------------- | ---------------------------------- | -------------- | -------------- | -------------- | -------------- | -------------- | -------------- |
| 13.            | Perdus                          | Angèle Van Laeken               | Angèle Van Laeken                  | 3:03           |                |                |                |                |                |
| 14.            | Oui ou non                      | Angèle Van Laeken               | Angèle Van Laeken                  | 3:16           |                |                |                |                |                |
| 15.            | Insomnies                       | Angèle Van Laeken, Veence Hanao | Angèle Van Laeken, Matthew Irons   | 3:33           |                |                |                |                |                |
| 16.            | Tu me regardes                  | Angèle Van Laeken               | Angèle Van Laeken, Tristan Salvati | 3:12           |                |                |                |                |                |
| 17.            | J'entends                       | Angèle Van Laeken               | Angèle Van Laeken                  | 3:37           |                |                |                |                |                |
| 18.            | Que du love (feat. Kiddy Smile) | Angèle Van Laeken               | Angèle Van Laeken                  | 2:33           |                |                |                |                |                |
| 19.            | Ta reine (Version orchestrale)  | Angèle Van Laeken               | Angèle Van Laeken                  | 4:31           |                |                |                |                |                |
| 64:37          |                                 |                                 |                                    |                |                |                |                |                |                |

## Titres certifiés en France

### Brol
Tous les titres de l'album sont certifiés.
- La Thune  Diamant[14]
- Balance ton quoi  Diamant[15]
- Jalousie  Diamant[16]
- Tout oublier (feat. Roméo Elvis)  Diamant[17]
- La Loi de Murphy  Platine[18]
- Nombreux  Platine[19]
- Victime des réseaux  Or[20]
- Les matins  Platine [21]
- Je veux tes yeux  Platine[22]
- Ta reine  Diamant[23]
- Flemme  Platine[24]
- Flou  Diamant[25]

### Brol, la suite
- Perdus  Or[26]
- Oui ou non  Diamant[27]
- Tu me regardes  Platine[28]
- J'entends  Or[29]
- Que du love (feat. Kiddy Smile)  Or[30]

## Classements et certifications

### Classements
| Classement (2018-2019)       | Meilleure position |
| ---------------------------- | ------------------ |
| Belgique (Flandre Ultratop)  | 1                  |
| Belgique (Wallonie Ultratop) | 1                  |
| France (SNEP)                | 1                  |
| France (SNEP Physique)       | 1                  |
| France (SNEP Téléchargement) | 1                  |
| Suisse (Schweizer Hitparade) | 8                  |
| Suisse (Charts Romandie)     | 2                  |

| Classement (2018)            | Meilleure position |
| ---------------------------- | ------------------ |
| Belgique (Flandre Ultratop)  | 23                 |
| Belgique (Wallonie Ultratop) | 3                  |

### Certifications
| Pays           | Certification |
| -------------- | ------------- |
| Belgique (BEA) | Diamant       |
| France (SNEP)  | 2 × Diamant   |

## Brol Tour
Pour assurer la promotion de l'album, Angèle effectue une tournée de 90 concerts, le Brol Tour qui passe par la France, la Belgique, la Suisse, le Canada, les États-Unis et le Luxembourg.